# М'які тканини

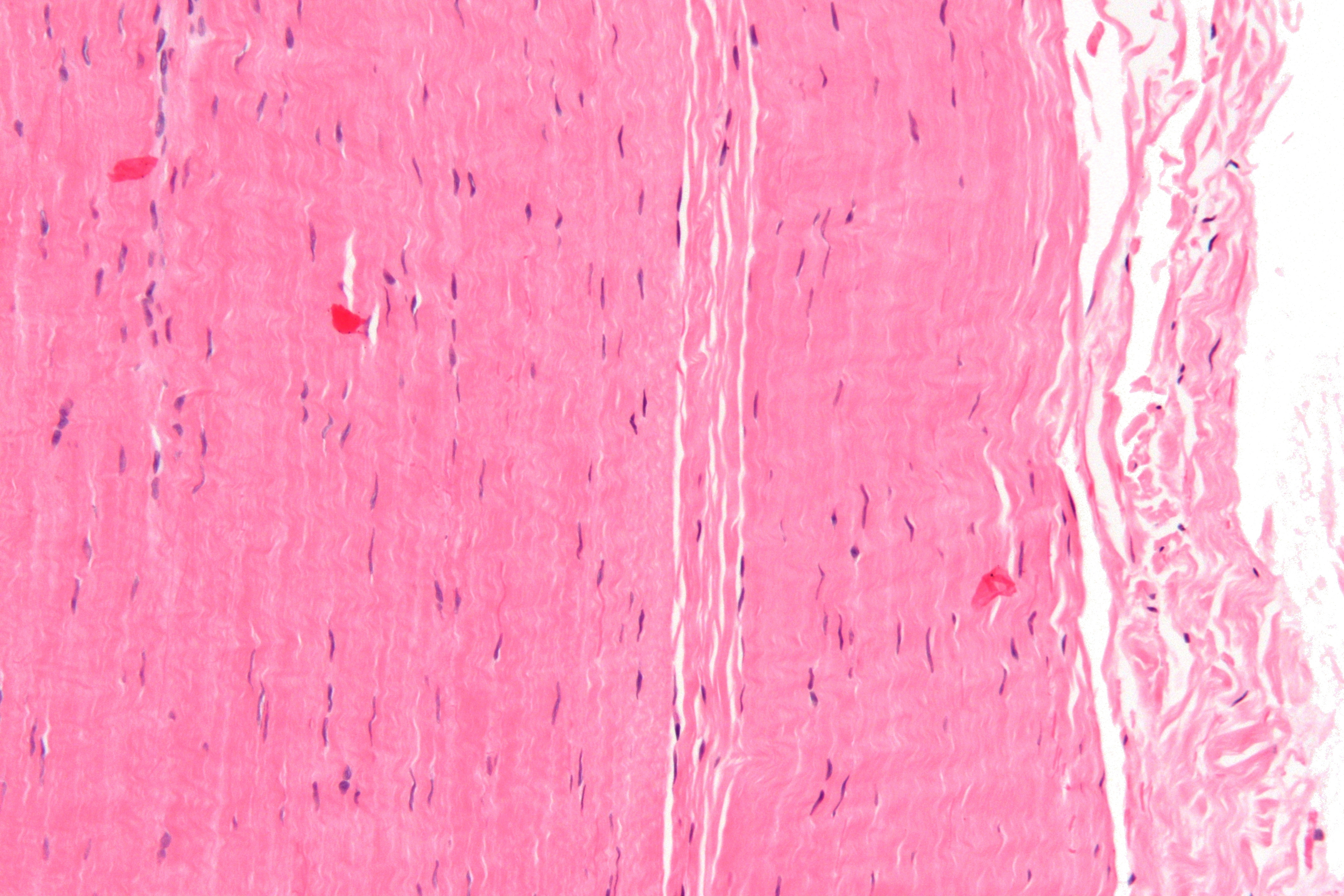
Мікрофотографія сухожилля. Забарвлення гематоксиліном та еозином.

М'які тканини з'єднують та оточують або підтримують внутрішні органи та кістки, і включають м'язи, сухожилля, зв'язки, жирову тканину, фіброзну тканину, лімфатичні та кровоносні судини, фасції та синовіальні оболонки. М'які тканини — це тканини в організмі, які не затверділи внаслідок процесів окостеніння або кальцифікації, такі як кістки та зуби.
Іноді їх визначають тим, чим вони не є, наприклад, як «неепітеліальна, позаскелетна мезенхіма, що не включає ретикулоендотеліальну систему та глію».

## Склад
Характерними речовинами всередині позаклітинного матриксу м'яких тканин є колаген, еластин та основна речовина. Зазвичай м'які тканини багаті на воду завдяки основній речовині. Фібробласти є найпоширенішими клітинами, відповідальними за вироблення волокон та основної речовини м'яких тканин. Варіації фібробластів, такі як хондробласти, також можуть виробляти ці речовини.

## Механічні характеристики
При невеликих деформаціях еластин надає тканині жорсткості та поглинає більшу частину енергії деформації. Колагенові волокна порівняно нерозтяжні та зазвичай пухкі (хвилясті, звивисті). Зі збільшенням деформації тканини колаген поступово розтягується в напрямку деформації. При натягуванні ці волокна призводять до сильного збільшення жорсткості тканин. Композитна поведінка аналогічна нейлоновій панчосі, гума в якій виконує роль еластину, так само як нейлон виконує роль колагену. У м'яких тканинах колаген обмежує деформацію та захищає тканини від пошкоджень.
М'які тканини людини дуже піддаються деформації, а їх механічні властивості суттєво відрізняються у різних осіб. Результати ударних випробувань показали, що жорсткість та опір демпфування тканини випробуваного корелюють з масою, швидкістю та розміром об'єкта, що зазнає удару. Такі властивості можуть бути корисними для судово-медичного розслідування випадків травм. Коли твердий предмет ударяється об м'які тканини людини, енергія удару поглинається, зменшуючи ефект удару або рівень болю. Суб'єкти з більшою товщиною м'яких тканин, як правило, поглинають удари з меншим дискомфортом.

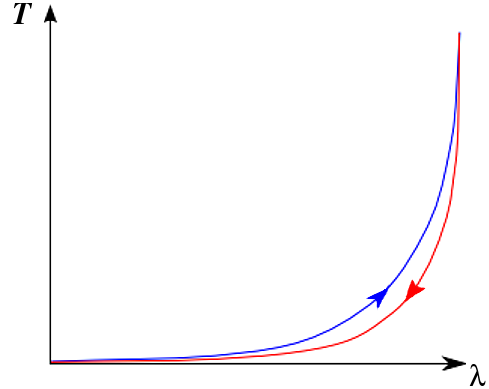
Графік залежності лагранжевого напруження (T) від коефіцієнта розтягування (λ) попередньо підготовленої м'якої тканини

М'які тканини мають потенціал для значних деформацій та повернення до початкової конфігурації після припинення навантаження, тобто вони є гіпереластичними матеріалами, а їхня крива напруження-деформації є нелінійною. М'які тканини також в'язкопружні, нестисливі та зазвичай анізотропні. Деякі в'язкопружні властивості, що спостерігаються в м'яких тканинах, це: релаксація, повзучість та гістерезис. Для опису механічної реакції м'яких тканин було використано кілька методів. Ці методи включають: гіперпружні макроскопічні моделі, засновані на енергії деформації, математичні апроксимації, де використовуються нелінійні конститутивні рівняння, та структурно-орієнтовані моделі, де реакція лінійно-пружного матеріалу змінюється його геометричними характеристиками.

### Псевдопружність
Навіть попри те, що м'які тканини мають в'язкопружні властивості, тобто напруження як функцію швидкості деформації, його можна апроксимувати гіперпружною моделлю після попереднього додавання до схеми навантаження. Після кількох циклів навантаження та розвантаження матеріалу механічна реакція стає незалежною від швидкості деформації.
{\displaystyle \mathbf {S} =\mathbf {S} (\mathbf {E} ,{\dot {\mathbf {E} }})\quad \rightarrow \quad \mathbf {S} =\mathbf {S} (\mathbf {E} )}
Незважаючи на незалежність швидкості деформації, попередньо підготовлені м'які тканини все ще мають гістерезис, тому механічну реакцію можна моделювати як гіперпружну з різними матеріальними константами при навантаженні та розвантаженні. За цим методом теорія пружності використовується для моделювання непружного матеріалу. Фунг назвав цю модель псевдопружною, щоб зазначити, що матеріал насправді не є пружним.

### Залишкове напруження
У фізіологічному стані м'які тканини зазвичай мають залишкову напругу, яка може вивільнятися при видаленні тканини. Фізіологи та гістологи повинні знати про цей факт, щоб уникнути помилок під час аналізу видалених тканин. Така ретранція зазвичай спричиняє візуальний артефакт.

### Пружний матеріал Фунга
Фунг розробив конститутивне рівняння для прекондиціонованих м'яких тканин, яке має вигляд
{\displaystyle W={\frac {1}{2}}\left[q+c\left(e^{Q}-1\right)\right]}
з
{\displaystyle q=a_{ijkl}E_{ij}E_{kl}\qquad Q=b_{ijkl}E_{ij}E_{kl}}
квадратичні форми деформацій Гріна-Лагранжа {\displaystyle E_{ij}} і {\displaystyle a_{ijkl}}, {\displaystyle b_{ijkl}} і {\displaystyle c} матеріальні константи. {\displaystyle W} — функція енергії деформації на одиницю об'єму, яка є енергією механічної деформації для заданої температури.

#### Ізотропне спрощення
Модель Фунга, спрощена з використанням ізотропної гіпотези (однакові механічні властивості в усіх напрямках). Це написано стосовно основних ділянок ({\displaystyle \lambda _{i}}):
{\displaystyle W={\frac {1}{2}}\left[a(\lambda _{1}^{2}+\lambda _{2}^{2}+\lambda _{3}^{2}-3)+b\left(e^{c(\lambda _{1}^{2}+\lambda _{2}^{2}+\lambda _{3}^{2}-3)}-1\right)\right]} ,
де a, b та c — константи.

#### Спрощення для малих та великих розтягнень
Для малих деформацій експоненціальний член дуже малий, тому ним можна нехтувати.
{\displaystyle W={\frac {1}{2}}a_{ijkl}E_{ij}E_{kl}}
З іншого боку, лінійним членом можна нехтувати, коли аналіз спирається лише на великі деформації.
{\displaystyle W={\frac {1}{2}}c\left(e^{b_{ijkl}E_{ij}E_{kl}}-1\right)}

### Ніжно-еластичний матеріал
{\displaystyle W=-{\frac {\mu J_{m}}{2}}\ln \left(1-\left({\frac {\lambda _{1}^{2}+\lambda _{2}^{2}+\lambda _{3}^{2}-3}{J_{m}}}\right)\right)}
де {\displaystyle \mu >0} — модуль зсуву для нескінченно малих деформацій, а {\displaystyle J_{m}>0} — параметр жорсткості, пов'язаний з обмеженням розтяжності ланцюга. Цю конститутивну модель неможливо розтягнути при одноосьовому розтягуванні понад максимальне розтягнення. {\displaystyle J_{m}}, що є додатним коренем
{\displaystyle \lambda _{m}^{2}+2\lambda _{m}-J_{m}-3=1}

## Реконструкція та зростання
М'які тканини мають потенціал для росту та ремоделювання, реагуючи на довгострокові хімічні та механічні зміни. Швидкість вироблення фібробластами тропоколагену пропорційна цим стимулам. Ремоделювання спричиняється хворобами, травмами та змінами рівня механічного навантаження. Прикладом цього явища є потовщення рук фермера. Ремоделювання сполучних тканин добре відомо в кістках за законом Вольфа (ремоделювання кістки). Механобіологія — це наука, що вивчає зв'язок між стресом і ростом на клітинному рівні.
Ріст і ремоделювання відіграють важливу роль у виникненні деяких поширених захворювань м'яких тканин, таких як артеріальний стеноз та аневризми, а також будь-якого фіброзу м'яких тканин. Іншим прикладом ремоделювання тканин є потовщення серцевого м'яза у відповідь на зростання артеріального тиску, яке відчувається стінкою артерії.

## Методи візуалізації
Існують певні питання, які слід враховувати, вибираючи метод візуалізації компонентів позаклітинного матриксу (ECM) м'яких тканин. Точність аналізу зображення залежить від властивостей та якості вихідних даних, тому вибір методу має ґрунтуватися на таких факторах, як:
1. Наявність оптимальної роздільної здатності для компонентів, що цікавлять;
2. Досягнення високої контрастності цих компонентів;
3. Зменшення кількості артефактів;
4. Наявність можливості збору об'ємних даних;
5. Збереження низького обсягу даних;
6. Створення простої та відтворюваної установки для аналізу тканин.

Колагенові волокна мають товщину приблизно 1-2 мкм. Таким чином, роздільна здатність методу візуалізації повинна бути приблизно 0,5 мкм. Деякі методи дозволяють безпосередньо отримувати дані про об'єм, тоді як інші вимагають розрізання зразка. В обох випадках об'єм, що видобувається, повинен мати можливість слідувати за пучками волокон по всьому об'єму. Висока контрастність спрощує сегментацію, особливо коли доступна інформація про колір. Крім того, необхідно враховувати також необхідність фіксації. Було показано, що фіксація м'яких тканин у формаліні викликає їх усадку, змінюючи структуру вихідної тканини. Деякі типові значення скорочення для різних фіксацій: формалін (5-10 %), спирт (10 %), буен (<5 %).
Методи, що використовуються у візуалізації ECM та їх властивості.
|                                           | Трансмісівна світлова мікроскопія | Конфокальна мікроскопія         | Флуоресценція з багатофотонним збудженням | Генерація другої гармоніки | Оптична когерентна томографія  |
| Роздільна здатність                       | 0.25 μm                           | Осьова: 0.25–0.5 μm Бічна: 1 μm | Осьова: 0.5 μm Бічна: 1 μm                | Осьова: 0.5 μm Бічна: 1 μm | Осьова: 3–15 μm Бічна: 1–15 μm |
| Контраст                                  | Дуже високий                      | Низький                         | Високий                                   | Високий                    | Помірний                       |
| Проникнення                               | N/A                               | 10 μm–300 μm                    | 100—1000 μm                               | 100—1000 μm                | Up to 2–3 mm                   |
| Вартість отримання зразка для дослідження | Висока                            | Низька                          | Низька                                    | Низька                     | Низька                         |
| Фіксація                                  | Потрібна                          | Потрібна                        | Не потрібна                               | Не потрібна                | Не потрібна                    |
| Інкапсуляція                              | Потрібна                          | Потрібна                        | Не потрібна                               | Не потрібна                | Не потрібна                    |
| Фарбування                                | Потрібне                          | Не потрібне                     | Не потрібне                               | Не потрібне                | Не потрібне                    |
| Вартість дослідження                      | Низька                            | Від помірної до високої         | Висока                                    | Висока                     | Помірна                        |

## Клінічне значення
Захворювання м'яких тканин — це захворювання, що вражають м'які тканини. Травми м'яких тканин є одними з найбільш хронічно болісних і складних для лікування станів, оскільки дуже важко побачити, що відбувається під шкірою з м'якими сполучними тканинами, фасціями, суглобами, м'язами та сухожиллями.
Фахівці з опорно-рухового апарату, мануальні терапевти, нейром'язові фізіологи та неврологи спеціалізуються на лікуванні травм та захворювань м'яких тканин тіла. Ці спеціалізовані клініцисти часто розробляють інноваційні способи маніпулювання м'якими тканинами, щоб пришвидшити природне загоєння та полегшити біль, який часто супроводжує травми м'яких тканин. Ця галузь знань стала відома як мануальна терапія і швидко розширюється, оскільки технології продовжують покращувати здатність цих спеціалістів виявляти проблемні ділянки.
Перспективним новим методом лікування ран та пошкоджень м'яких тканин є використання тромбоцитарного фактора росту.
Існує тісний зв'язок між термінами «захворювання м'яких тканин» та ревматизм. Іноді для опису цих станів використовується термін «ревматичні захворювання м'яких тканин».
Саркоми м'яких тканин — численні види злоякісних пухлин, які можуть розвиватися в м'яких тканинах.